# 新東方置地酒店
新東方置地酒店（New Orient Landmark Hotel）位於澳門新口岸區，原為1995年開幕的法老王酒店。2003年11月改為澳門置地廣場酒店。2018年9月易名為新東方置地酒店。
酒店部分樓高22層，擁有451間客房；商業部份樓高23層。
酒店內的購物中心設有多間名店，包括優格波士、傑尼亞、伯爵、雷歐娜、鐵獅東尼、雷達、奧米茄、法蘭穆勒、百達翡麗等等，酒店并設有娛樂場，分別為法老王宮殿娛樂場、勵駿會娛樂場以及奧秘角子機娛樂場。
2018年，澳門勵駿以46億港元向新東方集團出售置地廣場及法老王娛樂場。

## 鄰近
- 宋玉生廣場
- 宋玉生公園

## 交通配套
澳門新東方置地酒店設有來往酒店與關閘的接駁專巴服務：
http://www.landmarkhotel.com.mo/images/facilities/bus_service.jpg （页面存档备份，存于）
1. ↑  澳門賭牌續期未明 衛星場易手增 中國星勵駿套現逾66億 （页面存档备份，存于） 明報，2018年10月29日